# Whiteclay Lake
Whiteclay Lake är en sjö i Kanada.   Den ligger i Thunder Bay District och provinsen Ontario, i den sydöstra delen av landet, 1 100 km nordväst om huvudstaden Ottawa. Whiteclay Lake ligger 362 meter över havet.
I omgivningarna runt Whiteclay Lake växer i huvudsak blandskog. Trakten runt Whiteclay Lake är nära nog obefolkad, med mindre än två invånare per kvadratkilometer.